# Doridunculus
Doridunculus is een geslacht van weekdieren uit de klasse van de Gastropoda (slakken).

## Soorten
- Doridunculus echinulatus Sars G. O., 1878
- Doridunculus unicus Matynov & Roginskaya, 2005